# Chelanops gracilipes
Espèce
Chelanops gracilipes est une espèce de pseudoscorpions de la famille des Chernetidae.

## Distribution
Cette espèce est endémique de l'archipel Juan Fernández au Chili. Elle se rencontre sur l'île Robinson Crusoe.

## Description
La femelle holotype mesure 5,2 mm.

## Publication originale
- Mahnert, 2011 : New records of pseudoscorpions from the Juan Fernandez Islands (Chile), with the description of a new genus and three new species of Chernetidae (Arachnida: Pseudoscorpiones). Revue Suisse de Zoologie, vol. 118, no 1, p. 17-29 (texte intégral).